# Cilia van Dijk
Cilia van Dijk (Uden, 22 de noviembre de 1941-26 de abril de 2023) fue una productora de cine neerlandesa.

## Biografía
Fue  miembro de la Asociación de Animación de Holanda en 1978, donde permaneció hasta 1989.
Fue galardonada con el premio Óscar al Mejor Cortometraje Animado. Cilia van Dijk fue nombrada Caballero de la Orden de Orange-Nassau y fue miembro de la Academia de Artes y Ciencias Cinematográficas, la organización detrás de los Premios Óscar.
En 1963 se casó con el animador Gerrit van Dijk (1938–2012), con quien tuvo dos hijos.
Van Dijk falleció el 2023 a los 81 años.

## Filmografía
- 1979: Jute
- 1983: Haast een hand
- 1983: A Good Turn Daily
- 1984: Anna & Bella (productora)
- 1986: Animation Has No Borders
- 1988: Pas à deux
- 1991: Frieze Frame
- 1995: De houten haarlemmers
- 1997: DaDa
- 1998: Ik beweeg, dus ik besta
- 1999: Applause
- 2001: Radio Umanak
- 2002: Stiltwalkers